# Martin Höllwarth

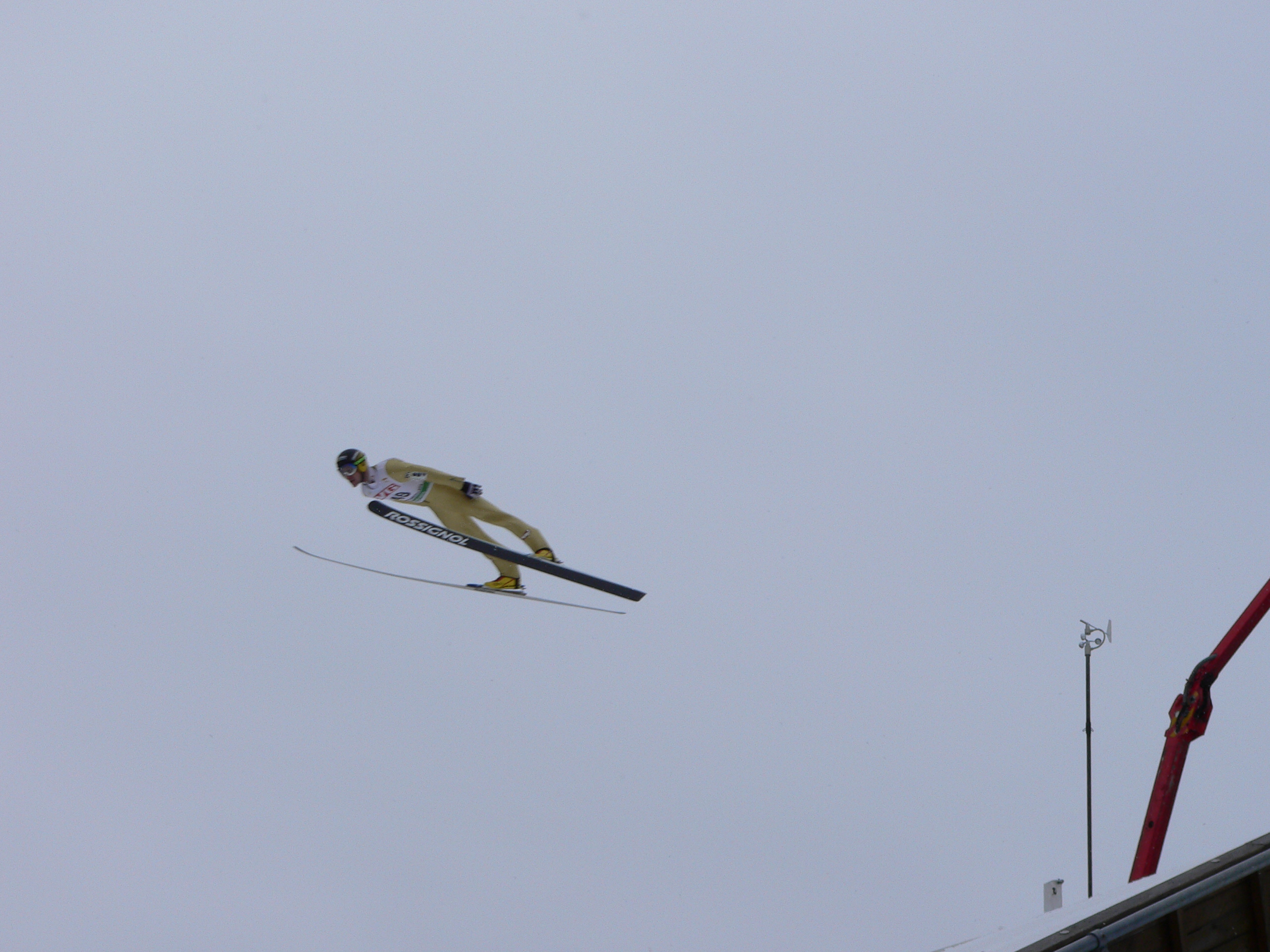
Martin Höllwarth i Holmenkollen 2005

Martin Höllwarth, född 13 april 1974 i Schwaz i förbundslandet Tyrolen (tyska: Tirol), är en österrikisk tidigare backhoppare och tränare. Han är trefaldig världsmästare och tävlade för SC Mayrhofen.

## Karriär
Martin Höllwarth har varit del av österrikiska skidförbundets ungdomskader sedan 1989. Han deltog i junior-VM i Reit im Winkel i Tyskland 1991 och blev junior-världsmästare. Han blev nummer 3 i junior-VM i Vuokatti i Finland 1992.
Världscupen
Höllwarth debuterade i världscupen 1 december 1991 i Thunder Bay i Kanada. Han blev nummer 21 i sin första världscuptävling. Han var första gången på prispallen i världscupen i Bischofshofen 6 januari 1992, samtidigt sista tävlingen i tysk-österrikiska backhopparveckan. Han vann sin första delseger i världscupen 10 januari 1992 i Predazzo i Val di Fiemme i Italien. Martin Höllwarth har tävlat 17 säsonger i världscupen. Hans bästa säsonger var 2003/2004 och 2004/2005 då han blev nummer 5 sammanlagt. Han har 8 delsegrar i världscupen. Den sista kom 6 januari 2005 i Bischofshofen.
Olympiska spelen
Martin Höllwarth var framgångsrik under olympiska vinterspelen 1992 i Albertville. Då vann han två individuella silvermedaljer i de individuella tävlingarna. I normalbacken kom han efter Toni Nieminen från Finland och i stora backen efter landsmannen Ernst Vettori. I lagtävlingen vann österrikiska laget (Heinz Kuttin, Ernst Vettori, Martin Höllwarth och Andreas Felder) silvermedaljen, bara 1,5 poäng efter Finland.
Under olympiska vinterspelen 1998 i Nagano var han med och vann en bronsmedalj. I individuella tävlingen i stora backen blev han nummer 43. Höllwarth deltog också i OS i Salt Lake City, Utah, USA. Han blev där nummer 14 i stora backen och nummer 25 i normalbacken. I lagtävlingen kom Österrike på fjärdeplats nästan 20 poäng från prispallen.
Skid-VM
Martin Höllwarth har även vunnit tre VM-guld, samtliga i lagtävlan. Han debuterade i Skid-VM i Falun i Sverige 1993. Där tävlade han i normalbacken och blev nummer 16. Hans nästa VM var i Trondheim i Norge 1997. Han blev nummer 12 i normalbacken och nummer 19 i stora backen. I lagtävlingen kom österrikiska laget på en fjärdeplats 4,7 poäng från prispallen.
Under Skid-VM på hemmaplan i Ramsau am Dachstein 1999 vann han en bronsmedalj med det österrikiska laget. I de individuella tävlingarna blev han nummer 5 (normalbacken) och 14 (stora backen). I Skid-VM 2001 i Lahtis i Finland vann Höllwarth tre medaljer. Han startade VM-tävlingarna med en fjärdeplats i stora backen. I första lagtävlingen, i stora backen, vann österrikarna (Wolfgang Loitzl, Andreas Goldberger, Stefan Horngacher och Martin Höllwarth) en bronsmedalj. I individuella tävlingen i normalbacken vann Höllwarth sin enda individuella VM-medalj. Han vann bronset efter Adam Małysz från Polen och Martin Schmitt från Tyskland. I lagtävlingen i normalbacken vann slutligen österrikarna VM-guld, 2,0 poäng före Finland och 42,0 poäng före Tyskland.
Skid-VM 2003 i Val di Fiemme i Italien blev en nedtur för Martin Höllwarth och det österrikiska laget. Österrike blev utan medaljer i backhoppningen. Höllwarth blev nummer 7 i normalbacken och 14 i stora backen. I lagtävlingen blev Österrike nummer 5, 30,1 poäng från prispallen. Under VM 2005 i Oberstdorf var österrikarna åter på topp. De (Wolfgang Loitzl, Andreas Widhölzl, Thomas Morgenstern och Martin Höllwarth) vann både lagtävlingen i normalbacken (6,5 poäng före Tyskland och 41,0 poäng före Slovenien) och i stora backen (14,4 poäng före Finland och 23,8 poäng före Norge). Höllwarth blev själv nummer 9 i stora backen och nummer 12 i normalbacken.
Tysk-österrikiska backhopparveckan
Martin Höllwarth debuterade i tysk-österrikiska backhopparveckan med en fjärdeplats i öppningstävlingen i Oberstdorf 29 december 1991. Han var då 17 år gammal. Han tog andraplatsen i sista backhoppartävlingen i Bischofshofen og tog andraplatsen totalt efter Toni Nieminen från Finland, som vann alla fyra deltävlingarna. Höllwarth hade ingen framgångsrik säsong i hoppveckan igen för säsongen 2001/2002. Då tog han en andraplats i öppningstävlingen (efter Sven Hannawald från Tyskland som vann alla deltävlingarna och backhopparveckan totalt) och en tredjeplats i Innsbruck. Han blev nummer 3 totalt. Säsongerna 2003/2004 och 2004/2005 blev han tvåa sammanlagt. Han avslutade 200472005 backhopparveckan, i Bischofshofen 6 januari 2005, med seger.
VM i skidflygning
Höllwarth deltog i tre VM i skidflygning, i Heini Klopfer-backen i Oberstdorf 1998 (där han blev nummer 40), i Čerťák i tjeckiska Harrachov 2002 (där han blev nummer 9) och i Letalnica bratov Gorišek i Planica i Slovenien 2004 (där han slutade på 19:e plats). Sitt längsta hopp gjorde han i Planica 2005 då han hoppade 231,0 meter.
Andra tävlingar
Martin Höllwarth har 3 delsegrar i Sommar-Grand-Prix. Han blev nummer 2 sammanlagt 2004. Hans allra sista tävling som aktiv backhoppare var i Kontinentalcupen (COC) i Vancouver i Kanada 2008.

## Övrigt
4 februari 2001 utsattes Höllwarth för en trafikolycka. På väg hem från världscuptävling i Willingen körde Höllwarth av vägen och dåvarande tränaren Alois Lipburger omkom. Höllwarth och hans andra passagerare, Andreas Widhölzl, fick bara lättare skador.
Höllwarth var en period verksam som backhoppningstränare i Estland.